# Балошер, Аба
Аба (Абрам, Абель) Матысович Балошер (1869, Свирь, Виленская губерния — 27 марта 1944, Освенцим) — еврейский писатель, журналист, издатель. Деятель сионистского движения.

## Биография
Родился в семье торговца мукой Матыса Мейлаховича Балошера (1844—1934) и Ханы Балошер. Рано остался без матери и с 1876 года рос в Вильне, где его отец вторично женился на Куне-Рохле Овсеевне Балошер (1853—1930). Учился в Слободской и Воложинской иешивах, затем жил в Ковне. Был партнёром и редактором книгоиздательства «Тушия» (совместно с Бен-Авигдором), сыгравшего крупную роль в развитии еврейской литературы. С 16 февраля 1902 года редактор-издатель «Ковенского справочного листка» (выходил 4—8 раз в неделю), владел книжным магазином, держал самую крупную в городе еврейскую библиотеку. Был членом Русского общества книгопродавцев и издателей (1902). Принимал участие в деятельности 9-го Сионистского конгресса в Гамбурге (1909). 
Во время Первой мировой войны находился в эвакуации в Харькове, где работал в «ЕКОПО» (Еврейском комитете помощи жертвам войны), в 1917 году находился в Киеве. Также был секретарём еврейской общины Харькова. Состоял членом Бунда.
После войны вернулся в Ковно, где не позднее 1922 года вновь открыл еврейскую библиотеку; был среди основателей Историко-этнографического общества (председатель в 1939—1940 годах). Сотрудничал в журнале «Ди идише штиме».
После вторжения нацистов в Литву был заключён в Каунасское гетто. В 1944 году был отправлен в Дахау, а осенью того же года — в Освенцим, где погиб.

## Семья
Жена (с 1893 года) — Голда (Голдэ-Рейзе) Абрамовна Балошер (в девичестве Левина, 1873—1944). Дети — Ривка (1894), Хана (1875, дантист), Роза (1898—1945, учительница, убита в концлагере Штуттгоф), Моисей (Мойше, 1903—?, с 1934 года жил в Тель-Авиве), Эммануил (1905—?, инженер-архитектор, с 1934 года жил в Тель-Авиве).